# Hidetaka Nishiyama

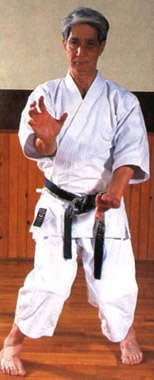
Hidetaka Nishiyama (2007)

Hidetaka Nishiyama (jap. 西山 英隆, Nishiyama Hidetaka; * 10. Oktober 1928 im Bezirk Kōtō in Tokio, Japan; † 7. November 2008 in Los Angeles, USA) war ein international tätiger, japanischer Shōtōkan-Karatemeister und Träger des 10. Dan. Er lernte unter dem Stilbegründer Gichin Funakoshi und war am Aufbau der Japan Karate Association (JKA) beteiligt.

## Jugend
Nishiyama wurde am 10. Oktober 1928 in Tokio als Sohn eines Rechtsanwalts geboren. Er hatte zwei Schwestern. 1933 begann er der Tradition zufolge mit fünf Jahren am 5. Mai (dem Kodomo no hi) mit dem Kendō-Training, 1939 kam das Jūdō dazu. Mit 14 Jahren erreichte er den 1. Dan im Jūdō und ein Jahr später 1943 den 1. Dan im Kendō, worin er bis zum 3. Dan voranschritt.
1943 begann er ebenfalls mit dem Karate-Training unter Gichin Funakoshi und dessen Sohn Gigō Funakoshi.
Nishiyama diente vor dem Ende des Zweiten Weltkriegs in der Japanischen Marine, weshalb er sein Training unterbrechen musste. 1945 begann er an der Takushoku-Universität zu studieren und wurde Mitglied des dortigen Karateclubs. 1946 erreichte er dann im Karate den 1. Dan und 1948 folgte der 2. Dan. 1949 wurde er zum Teamcaptain des Karateclubs ernannt.

## Zeit in der Japan Karate Association
1951 graduierte Nishiyama mit dem Titel Master of Arts in Wirtschaftswissenschaft von der Takushoku-Universität. Im gleichen Jahr wurde er Mitglied im Vorstand der Japan Karate Association (JKA). Er begann zwar bei Shell Oil zu arbeiten, jedoch wurde seine Rolle in der JKA bald zu einem Vollzeitjob. Man wies ihm die Aufsicht über das Instruktorenprogramm der JKA zu, welches einige namhafte Karatemeister hervorgebracht hat.
1952 begann er gemeinsam mit Masatoshi Nakayama und Isao Obata US-amerikanische Militärangehörige des Strategic Air Command (SAC) auszubilden. Im folgenden Jahr wurden Nishiyama und andere in die USA eingeladen, über einen Zeitraum von drei Monaten in verschiedenen Militärbasen zu unterrichten.
1960 veröffentlichte Nishiyama sein Buch Karate: The Art of Empty-Hand Fighting (dt. Karate: die Kunst der leeren Hand), welches heute zu den meistverkauften Karate-Büchern zählt.

## Leben in den USA
1961 ging Nishiyama auf Einladung seiner Schüler aus dem SAC und einiger JKA-Mitglieder nach Los Angeles, wo er sein Dōjō aufbaute. Er gründete die All American Karate Federation (AAKF) für Amateur-Karate und veranstaltete unter dessen Dach die ersten nationalen Karate-Meisterschaften.
1974 gründete er die International Amateur Karate Federation (IAKF) aus der 1986 die International Traditional Karate Federation (ITKF) hervorgehen sollte. 1979 entstand aus der AAKF die American Amateur Karate Federation (mit dem gleichen Akronym AAKF), deren Gründungspräsident Nishiyama wurde. In den folgenden Jahren hatte er weitere Führungsrollen, u. a. als Präsident der JKA International (USA).
Um Karate olympisch werden zu lassen, schickte Nishiyama 1976 einen entsprechenden Antrag an das Internationale Olympische Komitee. Zu Beginn der 1990er Jahre sollten sich die ITKF und die World Union of Karate Do Organisations (WUKO) zu diesem Zweck zusammenschließen, was jedoch nicht realisiert wurde und einen Rückschlag für Karate bei Olympia darstellte. Die WUKO und die ITKF bildeten dann eine Konföderation, die zwei Jahre später vom IOC als einziger Weltverband für Karatesport anerkannt wurde. Seit 1992 nennt sich dieser Verband World Karate Federation (WKF).

## Ehrungen und Auszeichnungen
1999 wurde Nishiyama mit der US-Flagge geehrt, die am 10. Oktober (seinem Geburtstag) über dem Kapitol in Washington, D.C. gehisst war, um seine Verdienste um die Verbreitung des traditionellen Karate zu würdigen.
Am 3. November 2000 wurde Nishiyama in einem Zeremoniell auf dem Gelände des Kaiserpalastes in Tokio vom Tennō der Orden des Heiligen Schatzes 4. Klasse verliehen.
In Polen wurde ihm 2001 vom polnischen Präsidenten Aleksander Kwaśniewski der polnische Verdienstorden 4. Klasse (Offizierskreuz) verliehen.

## Veröffentlichungen
- Hidetaka Nishiyama, Richard C. Brown: Karate: The Art of Empty-Hand Fighting, Charles E. Tuttle, Tokyo, 1960.
- Hidetaka Nishiyama, Richard C. Brown: Karate: die Kunst der leeren Hand, 2001, ISBN 978-3-937745-06-0